# Marilyn Yalom
Marilyn Yalom, née Marilyn Koenick le 10 mars 1932 à Chicago et morte le 20 novembre 2019 à Palo Alto) est une féministe et une historienne américaine.

## Biographie
Marilyn Yalom obtient une licence de français au Wellesley College en 1954, une maîtrise de français et d'allemand à l'université Harvard en 1956 et un doctorat de littérature comparée à l'université Johns Hopkins en 1963.
Marilyn Yalom publie notamment publié Blood Sisters (1993), A History of the Breast (1997), A History of the Wife (2001), Birth of the Chess Queen (2004), The American Resting Place (2008) avec des photos de son fils Reid Yalom, et How the French Invented Love (2012). Ses livres sont traduits en une vingtaine de langues.
Elle est mariée au psychiatre et auteur Irvin Yalom.
Elle meurt le 20 novembre 2019 des suites d'un myélome multiple, une forme de cancer qui affecte la moelle osseuse.

## Distinction
- Officier des Palmes académiques (1991)

## Publications
- A History of the Wife
- A History of the Breast
- Blood Sisters
- The French Revolution in Women's History
- Maternity, Mortality, and the Literature of Madness
- Birth of the Chess Queen
- How the French Invented Love